# 태풍 사오마이 (2006년)
태풍 사오마이(태풍 번호: 0608, JTWC 지정 번호: 08W, 국제명:SAOMAI, 필리핀 기상청(PAGASA) 지정 이름: Juan)는 2006년에 북서태평양에서 발생한 8번째 태풍으로 중국에 막대한 피해를 입혔다.

## 태풍의 진행

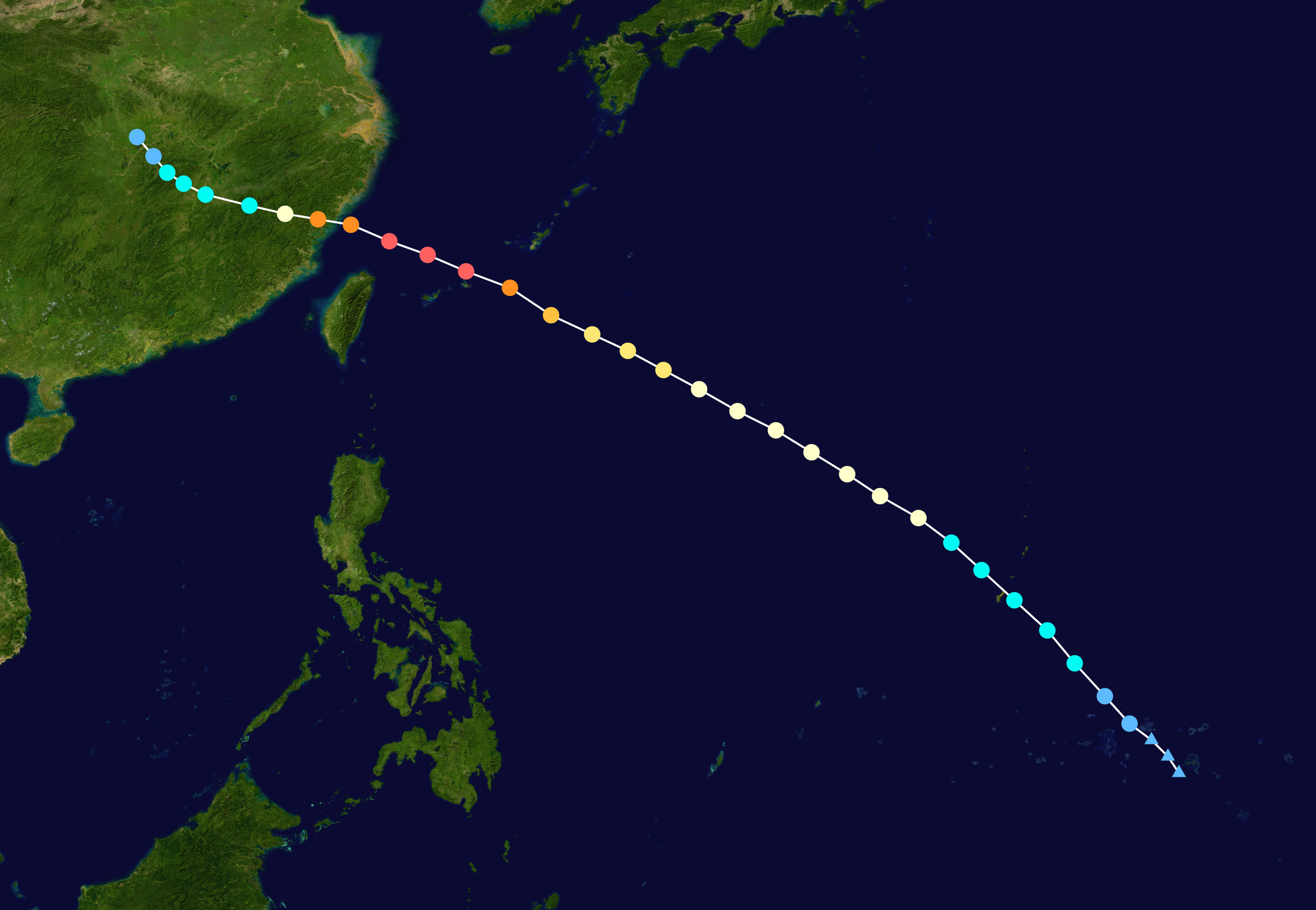
태풍 사오마이(2006년)의 이동 경로

7월 31일 추크 제도 동쪽 해상에서 열대요란이 일어난 후 잘 발달하면서 며칠동안 북서쪽으로 이동했다. 미국 합동태풍경보센터(JTWC)에서는 8월 4일 열대저기압 발생 경고를 내린 후 JTWC와 일본 기상청(JMA)은 동시에 열대 저기압으로 승격시켰다. 8월 5일에는 열대 폭풍으로 발달하였으며 JMA에서는 열대 폭풍 '사오마이(SAOMAI)'로 이름을 붙였다.
열대 폭풍 사오마이는 계속해서 북서쪽으로 이동하고 이내 8월 6일 마리아나 제도를 통과하고 이날 후에 JMA는 강한 열대폭풍의 단계로 올렸다. 사오마이가 빠르게 강력해지면서 8월 7일에는 태풍의 단계에 접어들었다. 또 8월 8일에는 필리핀 기상청(PAGASA) 태풍 관할 구역에 들어서면서 PAGASA는 태풍 사오마이에 'Juan'으로 명명한 뒤 8월 9일에는 일본 미야코섬 북쪽 해상에서 10분평균풍속 195 km/h, 105 kt와 중심기압 925 hPa에 도달하면서 최성기를 맞이하였다.
일본 오키나와섬 남쪽 해상을 지나면서 태풍 사오마이는 서쪽으로 방향을 틀어 중국 방향으로 전진해갔다. 8월 10일에는 대만 북쪽 해안을 스쳐갔고 이후 중국 저장성 해안에 상륙하였다. 태풍 사오마이는 상륙한 후에 내륙으로 이동하면서 급격히 약해졌고 결국 8월 11일, 열대 저기압으로 약화되었고 이후 소멸되었다.
태풍 사오마이(SAOMAI)는 베트남에서 제출하였으며 금성을 의미한다.

## 태풍의 시간별 정보
아래 표는 대한민국 기상청(KMA)의 자료에 의한 것임.
| 형태          | 날짜 및 시간 (UTC) | 위도 (°N) | 경도 (°E) | 이동속도 (km/h) | 기압 (hPa) | 최대풍속 (m/s) |
| ------------- | ------------------ | --------- | --------- | --------------- | ---------- | -------------- |
| 열대폭풍      | 8월 5일 12시       | 11.7      | 146.5     | 28              | 998        | 17.0           |
| 열대폭풍      | 8월 5일 18시       | 12.5      | 145.3     | 21              | 998        | 17.0           |
| 열대폭풍      | 8월 6일 6시        | 15.2      | 143.1     | 30              | 992        | 23.0           |
| 강한 열대폭풍 | 8월 6일 18시       | 17.4      | 140.7     | 35              | 985        | 25.0           |
| 태풍          | 8월 7일 6시        | 18.8      | 138.2     | 26              | 970        | 31.0           |
| 태풍          | 8월 7일 18시       | 20.3      | 135.4     | 26              | 960        | 35.0           |
| 태풍          | 8월 8일 6시        | 21.6      | 132.9     | 22              | 960        | 35.0           |
| 태풍          | 8월 8일 18시       | 23.1      | 130.2     | 24              | 960        | 35.0           |
| 태풍          | 8월 9일 6시        | 24.7      | 127.0     | 30              | 945        | 43.0           |
| 태풍          | 8월 9일 18시       | 26.1      | 123.8     | 30              | 925        | 47.0           |
| 태풍          | 8월 10일 6시       | 27.0      | 121.2     | 24              | 935        | 43.0           |
| 강한 열대폭풍 | 8월 10일 18시      | 27.2      | 119.1     | 15              | 980        | 26.0           |
| 열대저압부    | 8월 11일 0시       | 28.0      | 117.0     | 18              | 996        |                |

## 대비

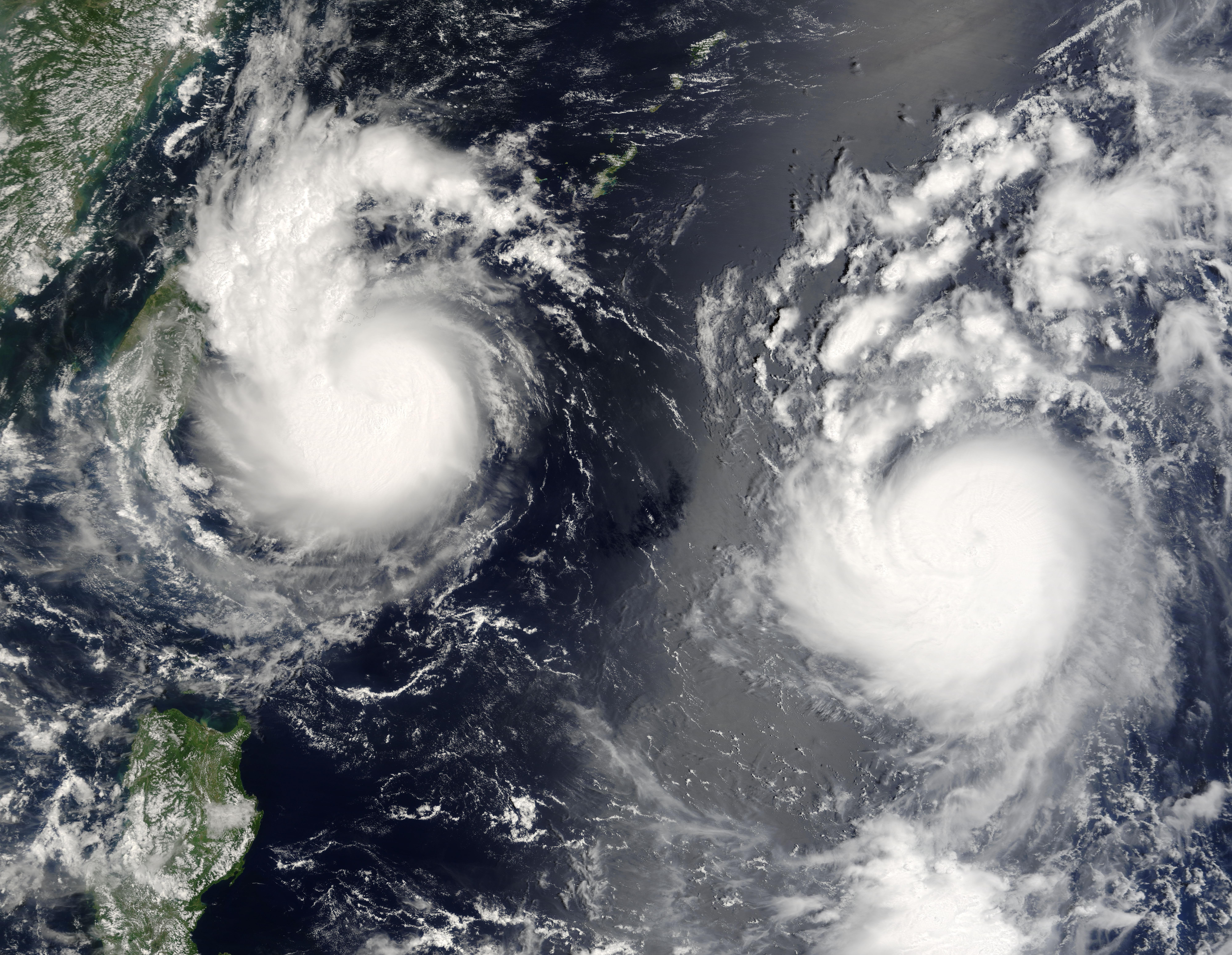
태풍 사오마이와 열대폭풍 보파

미국 국립 기상 서비스센터에서는 8월 6일 괌에 열대폭풍 사오마이가 근접하자 열대폭풍 주의보를 발령했다. 괌 북쪽에 위치한 미군 기지에서는 12시간 내에 바람이 50 kt 이상으로 불 것으로 예측했고 미리 몇몇 기지는 문을 닫았다.
중국 중앙 기상국에서는 대만 북부의 내륙과 해안에 태풍 경보를 내렸다. 이날 하루 전에 열대폭풍 보파가 남부 대만에 상륙하면서 이날 내렸던 경고보다 더 강력하게 발령했다.
중국에서는 저장성 주민들 99만명과 푸젠성 주민들 56만 9천명이 대피소에 대피했으며 태풍이 지나간 후 2만명의 군인들과 경찰관들이 피해 구역을 청소하고 사람들을 구조하였다.

## 피해
태풍 사오마이가 초기에 열대폭풍의 단계였을 때 괌을 지나갔으며 비와 강풍을 동반했으나 별다른 피해와 사망자는 나오지 않았다. 이후에 태풍 빌리스가 한 달 먼저 지나가면서 태풍 사오마이의 폭우 반경에 들어선 필리핀에서는 400채 이상의 집들이 파괴되었으며 2명이 사망했다. 또 7명의 실종자가 보고되었다.
태풍 사오마이의 태풍의 눈은 대만 북부를 지나가면서 중부에 치우치지 않고 중국으로 향해갔으나 섬의 전체가 폭우와 강풍, 그리고 타이베이에서 취소된 많은 비행편이 불편을 야기시켰으나 심각한 피해와 사망자는 발표되지 않았다. 그러나 중국 저장성에 상륙했을 때, 이곳에서는 87명의 사망자가 나왔으며 이의 대부분은 원저우 시에서 나왔다. 또 1만 8천채 이상의 집들이 파괴되었고 주요 고속도로는 침수되었다. 저장성은 49억 위안의 피해액이 집계되었다.
또 푸젠성과 그 인접 성들에서는 138명이 사망했고 이의 대부분은 해안가에서 나왔다. 또 8명은 대피소의 붕괴에 따른 사인으로 사망했고 강풍과 홍수가 3만 7천 채의 집들과 380 제곱킬로미터의 농지가 피해를 입게 하였고 경제적 손실은 63억 위안이 나왔다.
장시성에서는 2명이 죽었고 6개의 저수지가 파괴되었으며 3억 4800만 위안의 피해액이 나왔다.

## 제명
위의 태풍 이름 '사오마이(SAOMAI)'는 중국에 남긴 엄청난 피해로 인해 영구 제명되었으며 2008년에 손띤(SON-TINH)으로 대체했다. 그러나 필리핀 기상청에서 제출한 이름 'Juan'은 필리핀에 별로 영향을 끼치지 않아서 퇴출당하지는 않았다. 태풍 사오마이는 2000년(태풍 사오마이 (2000년))에도 발생해 매우 강한 태풍으로 발달해 대한민국과 일본, 조선민주주의인민공화국 부분에 큰 피해를 주었지만 이름의 은퇴 소식은 없었다.

## 같이 보기
- 2006년 태풍